# Federación de Fútbol de Jamaica
La Federación de Fútbol de Jamaica (JFF) (en inglés Jamaica Football Federation) es el ente que rige al fútbol en Jamaica. Fue fundada en 1910 y afiliada a la FIFA en 1962. Es un miembro de la Concacaf desde 1965 y está a cargo de la Selección de fútbol de Jamaica y todas las categorías inferiores.

## Campeonatos de clubes
- Liga Premier Nacional de Jamaica (12 equipos de Primera división).
- Super Liga KSAFA (12 equipos de Segunda división).